# (13808) Davewilliams
(13808) Davewilliams (1998 XG24) – planetoida z grupy pasa głównego asteroid okrążająca Słońce w ciągu 5,73 lat w średniej odległości 3,2 j.a. Odkryta 11 grudnia 1998 roku.